# Nsissim
Nsissim – w wierzeniach afrykańskiego ludu Fangów odpowiednik duszy. Za życia człowieka to nsissim ożywia ciało, jest też widoczne jako błyszczący punkt w oku oraz powoduje powstawanie cienia. Po śmierci ciała nsissim nie umiera, lecz zależnie od postępowania za życia, pomaga bądź szkodzi krewnym i znajomym. Nsissim złych ludzi, gdy już umrą wszyscy których znali za życia, zostaną przez Nzame zamknięte w Otolane, miejscu cierpienia. Natomiast nsissim dobrych ludzi zostaną wówczas zaproszone do nieba, i można je obserwować jako gwiazdy.